# Langton (North Yorkshire)
Langton – wieś w Anglii, w hrabstwie North Yorkshire, w dystrykcie (unitary authority) North Yorkshire. Leży 25 km na północny wschód od miasta York i 291 km na północ od Londynu.